# Lepechiniella austrodshungarica
Lepechiniella austrodshungarica är en strävbladig växtart som beskrevs av Vitaliǐ Petrovich Goloskokov. Lepechiniella austrodshungarica ingår i släktet Lepechiniella och familjen strävbladiga växter. Inga underarter finns listade i Catalogue of Life.